# Carson City (jeu)
Pour les articles homonymes, voir Carson City (homonymie).
Carson City est un jeu de société créé par Xavier Georges (l'auteur de Palais Royal) en 2009 et édité par Quined White Goblin Games. Il s'agit d'un jeu de placement d'ouvriers qui se rapproche de Caylus mais avec une réelle composante spatiale (plan de ville) et la possibilité pour les joueurs de s’agresser via des duels.
Pour 2 à 5 joueurs, à partir de 12 ans pour environ 90 minutes.

## Contexte
Dans Carson City, chaque joueur représente une équipe de cow-boys prêts à tout pour s'approprier les meilleures terres et bâtiments de la nouvelle ville de Carson City. L'action se déroule en 1858.

## Principe général
Carson City se joue en 4 tours.
Afin de remporter la partie, chaque joueur va devoir gérer au mieux ses ressources:
- Points de victoire : sans utilité concrète en cours de jeu, ce sont cependant eux qui détermineront le vainqueur
- Cow-boys : indispensables pour effectuer des actions, utiles également en duels
- L'argent : utile pour acheter terrains, bâtiments, points de victoire et exceptionnellement des pions cow-boys
- Révolvers : donnent un bonus de +1 à tous les duels futurs
- Terrains : nécessaires à la construction des bâtiments et peuvent rapporter des points de victoire en fin de partie
- Routes : nécessaires dans certains cas à la construction de maisons ou bâtiments
- Maisons : sous-produits de la construction de bâtiments, elles renforcent la valeur de certains bâtiments
- Bâtiments : Ils permettent de gagner de l'argent à chaque tour et éventuellement 1 ou deux revolvers lors de la pose initiale du bâtiment
- Ordre du tour : Il peut être vu comme une ressource virtuelle

Les revolvers, cow-boys, terrains et bâtiments peuvent également rapporter argent ou points de victoires lors de la résolution de certaines actions spécifiques.
La gestion des cow-boys est assez subtile : les cow-boys utilisés pour une action sont perdus ; les autres sont économisés pour le tour suivant mais augmentent néanmoins en attendant chacun la force en duel de +1.
Chaque tour de jeu se déroule en 6 phases :
1. Chaque joueur choisit une personnalité (selon l'ordre du tour) ;
2. Changement de l'ordre du tour selon les numéros des personnalités choisies ;
3. Choix des actions à tour de rôle (1 action à la fois, selon le nouvel ordre du tour) ;
4. Changement de l'ordre du tour selon l'ordre dans lequel les joueurs ont passé ;
5. Résolution des actions (et des duels qui y sont liés) ;
6. Fin de tour (dépense forcée de l'argent excédentaire, gain de 4 ou 5 cow-boys selon le tour, déplacement du marqueur de tours).

## Règles du jeu
Voir Liens externes

## Matériel
- un plateau de jeu pliable (avec variante au verso)
- 7 cartes personnalités (avec variante au verso)
- 20 tuiles maison
- 9 tuiles montages
- 25 bâtonnets routes
- 27 jetons revolver
- 25 tuiles duel (exclusivement pour règle variante)
- 30 tuiles de bâtiments (6 ranchs, 6 mines, 4 drugstores, 4 banques, 3 saloons, 3 hôtels, 2 églises, 2 prisons)
- 10 pions ronds (2 par joueur)
- 51 pions cow-boys (10 par joueur + 1 neutre)
- 60 tuiles propriétés (12 par joueur)
- 1 jeton compteur de tour
- 1 jeton "3 revolvers"
- 1 dé blanc et 1 dé noir
- des jetons $ ronds en coupure de 1 $, 5 $ et 10 $
- des jetons 20 $ rectangulaires
- 1 sac pour le tirage des bâtiments
- aides de jeu en plusieurs langues
- la règle du jeu en plusieurs langues

## Mise en place
Voir règles du jeu en annexe.

## Déroulement
Ceci constitue un léger condensé des règles permettant à chacun de se faire une idée sur le jeu. La compréhension des règles complètes reste indispensable à qui souhaite jouer.
Chaque tour de jeu se divise en quatre phases :

### I Choix des personnalités
Dans l'ordre du tour, chaque joueur choisit une carte personnalité parmi les 7 cartes disponibles (8 avec l'extension 'Indien')
Chaque personnalité présente un numéro d'ordre, un avantage spécifique et une limite de fonds en fin de tour.
Cartes côté recto (numéro d'ordre imprimé en jaune) :
1. Shérif : Contrôle du cow-boy blanc, limite à 20 $
2. Banquier : +9 $ (immédiat), limite à 120 $
3. Commerçante : +8 $ (immédiat) ou doublement des revenus d'un type de bâtiments, limite à 60 $
4. Coolie Chinois : +2 routes et construction des bâtiments à moitié prix, limite à 30 $
5. Colon : terrain gratuit (immédiat), limite à 30 $
6. Capitaine : achat immédiat de 1/2/3 cow-boys pour 1 $/4 $/9 $, limite à 25 $
7. Tueur à gages : +3 revolvers pour ce tour-ci, limite à 20 $

Les cartes côté verso (numéro d'ordre imprimé en rouge) ont les mêmes noms et numéros mais présentent un avantage et une limite de fonds légèrement différents.
Il convient de choisir en début de partie si on joue côté jaune ou côté rouge.

### II Ajustement de l'ordre du tour
Changement de l'ordre du tour selon les numéros d'ordre des personnalités choisies

### III Placement des cow-boys
À tour de rôle, en commençant par le premier joueur, chaque joueur peut passer (définitivement) ou placer un cow-boy sur la piste d'actions ou sur le plateau central.
Certaines cases actions de la piste d'actions (les moins intéressantes) sont libres d'accès, toutes les autres ne peuvent recevoir qu'un seul cow-boy par joueur et ne produiront leur effet que pour un seul des joueurs présents (voir plus bas).
Genre d'actions présentes sur la piste (voir liste complète dans les règles en annexe):
- Gains de dollars selon tel ou tel critère
- Gains de revolvers (bonus en duel)
- Gains de routes
- Achat de bâtiments
- Achat de points de victoire
- Gains de points de victoire selon tel ou tel critère.

Le placement de cow-boys sur le terrain central permet:
- L'achat du terrain sur lequel est posé le cow-boy
- L'appropriation (pour un tour) de la moitié des revenus du bâtiment attaqué

### IV Ajustement de l'ordre du tour
L'orde du tour est ajusté selon l'ordre dans lequel les joueurs ont passé. Le premier joueur à avoir passé devient premier joueur et ainsi de suite.

### V Résolution des actions et des duels
Les différentes actions choisies par les joueurs sont résolues dans l'ordre induit par l'emplacement des cases d'actions sur la piste.
Les cases à accès libre fournissent leur avantage pour chaque cow-boy s'y trouvant. (Exemple: l'action qui rapporte une route peut-être prise par de nombreux cow-boys et rapporter une route aux joueurs concernés pour chaque cow-boy de leur couleur qui s'y trouve)
Pour les autres actions, les joueurs présents doivent se battre en duel (voire 'triel', etc.).
Résolution des duels:
1. Chaque joueur lance un dé à 6 faces auquel il ajoute 1 par revolver qu'il possède et 1 par cow-boy restant dans sa réserve personnelle.
2. Le plus gros total l'emporte. L'ordre du tour départage d'éventuels ex æquo.

Pour le vainqueur:
- Il peut effectuer l'action
- son cow-boy retourne dans la réserve générale (la 'mauvaise' réserve)

Pour les autres duellistes:
- L'action ne peut pas être effectuée
- Le cow-boy retourne dans la réserve personnelle

Cases spéciales de la piste des actions:
1. Achat des terrains : C'est à ce moment que les joueurs peuvent acheter les terrains sur lesquels ils ont placé leur cow-boys. Le prix de chaque terrain varie de 1 $ à 10 $ selon le nombre de bâtiments, maisons et montagnes aux alentours directs.
2. Constructions de bâtiments : C'est à ce moment que les joueurs peuvent poser leurs bâtiments achetés sur les terrains vagues qu'ils possèdent. Certains bâtiments demandent également la construction d'une maison et doivent être desservis par une route menant au centre-ville.
3. Revenus des bâtiments: Chaque bâtiment rapporte de l'argent à son propriétaire selon une règle de calcul propre à ce type de bâtiments. (Différents bonus existent selon quels sont les autres bâtiments, maisons ou montagnes possédés par le même joueur et/ou présents aux alentours du bâtiment considéré.)

### VI Fin de tour
- Le compteur de tour est avancé d'une position rendant par la même occasion inaccessible la case d'action qui permet l'achat de points de victoire au taux le plus avantageux.
- Chaque joueur reçoit des cow-boys (quantité variable selon le numéro du tour) en complément de ceux qu'il a encore dans sa réserve personnelle
- L'argent que chaque joueur a en trop par rapport à la limite de fonds de son personnage est échangé de force contre des points de victoire à un taux très peu avantageux (10 $ par point de victoire).
- Le prix des bâtiments invendus peut diminuer et de nouveaux bâtiments mis en vente (voir règles)

### VII Fin de jeu
Si le 4e tour vient de se terminer:
- Chaque joueur reçoit 2 points de victoire par bâtiment, montagne ou maison qu'il possède sur le plateau central
- Chaque joueur reçoit 1 point de victoire par tranche de 6 $ qu'il lui reste.

Le gagnant est celui qui possède le plus de points de victoire. L'ordre du tour permet de départager d'éventuels ex-aequo.

## Extensions
Deux extensions officielles ont été créées pour ce jeu.
- Der Indianer (L'indien): Cette mini-extension ajoute un nouveau rôle qui permet d'obtenir des terrains de manière aléatoire (côté jaune) ou à moindre prix (côté rouge)
- Ein neuer Anfang (Un nouveau départ): Cette mini extension offre aux joueurs une beaucoup plus grande liberté de choix en ce qui concerne les situations initiales personnelles (plus ou moins d'argent, de cow-boys, de terrains, de points de victoires, de routes, de revolvers, etc.)